# Motel Bejts (strip)
Motel Bejts je 20. epizoda strip serijala Dilan Dog. Objavljena je u SFR Jugoslaviji kao specijalno izdanje Zlatne serije u izdanju Dnevnika iz Novog Sada u martu 1989. godine. Koštala je 2.900 dinara (0,69 DEM, 0,36 $). Imala je 94 strane.

## Originalna epizoda
Naslov originalne epizode glasi Dal Profondo (Iz dubine). Objavljena je premijerno u Italiji 1. maja 1988. Scenario je napisao Alfredo Kasteli, a nacrtao Korado Roi. Naslovnicu je nacrtao Klaudio Vilja.

## Inspiracija filmom
Epizoda je oćigledno inspirisan filmom Alfreda Hičkoka Psiho iz 1960. godine

## Prethodna i naredna epizoda
Prethodna epizoda nosi naslov Uspomene nevidljivog (#19), a naredna Prokleti dan (#21).